# Felix Schwabach
Pour les articles homonymes, voir Schwabach (homonymie).
Félix Schwabach (né le 20 juin 1855 à Sondershausen et mort le 6 janvier 1928 à Berlin) est un fonctionnaire prussien et homme politique national-libéral allemand.

## Biographie
Schwabach est issu d'une famille juive et se convertit ensuite au protestantisme. Il étudie le droit et les sciences politiques. En 1888, il devient assesseur de la cour et la même année, il rejoint l'administration des chemins de fer prussiens en tant qu'assesseur du gouvernement. En 1889, Schwabach est promu conseiller du gouvernement. Après 1893, il est successivement membre de la direction des chemins de fer d'Allenstein, d'Aix-la-Chapelle et d'Altona. En 1903, il quitte la fonction publique avec le grade de conseiller secret du gouvernement. Schwabach devient millionnaire par mariage. En 1904, il part en voyage d'étude en Amérique du Nord avec Wilhelm Hoff (de) pour le compte du ministère prussien des Travaux publics. L'étude des chemins de fer américains est publiée plus tard.
Politiquement, Schwabach est membre du Parti national libéral. Au sein du parti, il appartient à l'aile gauche. Il est membre du bureau central et du comité exécutif du parti.
De 1907 à 1918, il est député du Reichstag en représentant la 1re circonscription du district de Königsberg (de). Pendant une législature de 1908 à 1913, il est également membre de la Chambre des représentants de Prusse.
Au Parlement, le système ferroviaire est l'un de ses sujets centraux. En tant que représentant de la circonscription de Memel-Heydekrug, il fait également campagne pour la minorité lituanienne. Il les défend en tant que citoyens loyaux et condamne la tentative d'interdire la langue lituanienne.
Il ne se fait pas remarquer dans les parlements, mais a une grande influence au sein du parti. Pendant la Première Guerre mondiale, il condamne - comme la majorité du parti - la politique de Theobald von Bethmann Hollweg. En 1917, il joue un rôle dans le renversement du chancelier. Après la fin de l'empire, le rôle politique de Schwabach prend fin.
Felix Schwabach décède des suites d'une grave maladie le 6 janvier 1928 dans sa maison de Berlin. 

## Publications
- mit Wilhelm Hoff: Nordamerikanische Eisenbahnen. Ihre Verwaltung und Wirtschaftsgebarung. Springer, Berlin 1906.
  - englisch: North American railroads. Their administration and economic policy. The Germania press, New York City [1906] (Digitalisat).